# The Inevitable Return of the Great White Dope
The Inevitable Return of the Great White Dope è il quinto ed ultimo singolo estratto dall'album Hooray for Boobies dei Bloodhound Gang. È parte della colonna sonora di Scary Movie.

## Video musicale
Il video mostra Anna Faris che scappa da Ghostface e chiama i Bloodhound Gang per farsi aiutare. Tuttavia Carmen Electra ucciderà man mano tutti i membri della band. Jimmy riesce a scappare dall'omicida, che verrà investito da uno del gruppo vestito da scimmia, come in The Bad Touch.